# Forman, North Dakota
Forman är administrativ huvudort i Sargent County i North Dakota. Enligt 2020 års folkräkning hade Forman 509 invånare.